# Edvardas Gudavičius
Edvardas Gudavičius (Kaunas, 6 settembre 1929 – Vilnius, 27 gennaio 2020) è stato un ingegnere e storico lituano specializzato nella storia antica del Granducato di Lituania.

## Biografia
Nel 1953 si diplomò presso il Politecnico di Kaunas prendendo la laurea in ingegneria. Gudavičius entrò quindi come meccanico presso una delle fabbriche di Kaunas, ma nel 1958 si trasferì a Vilnius. Nel 1962 si iscrisse presso l'Università di Vilnius, questa volta nella facoltà di storia, dove conseguì la laurea. Nel 1991 ottenne l'abilitazione di insegnante. Divenne membro  dell'Accademia delle scienze lituana.
Al grande pubblico è per lo più conosciuto per il suo lavoro insieme ad Alfredas Bumblauskas sul lungometraggio televisivo Būtovės slėpiniai, un talk show dedicato a temi della storia della Lituania. Nel 1998 ottenne il Premio Nazionale Lituano.

## Pubblicazioni
- Žymenys ir ženklai Lietuvoje XII-XX a., Vilnius, 1981, 131 p.
- Pirmasis Lietuvos Statutas (together with Stanislovas Lazutka), Vilnius, 1983, t. 1, d. 1: Paleografinė ir tekstologinė nuorašų analizė; Vilnius, 1985, t. 1, d. 2: Dzialinskio, Lauryno ir Ališavos nuorašų faksimilės; Vilnius, 1991, t. 2, d. 1: Tekstai senąja baltarusių, lotynų ir senąja lenkų kalbomis. ISBN 5-417-00548-7.
- Kryžiaus karai Pabaltijyje ir Lietuva XIII amžiuje, Vilnius, 1989, 192 p. ISBN 5-420-00241-8.
- Miestų atsiradimas Lietuvoje, Vilnius, 1991, 95 p. ISBN 5-420-00723-1.
- Mindaugas, Vilnius, 1998, 360 p. ISBN 9986-34-020-9.
- Lietuvos istorija. Nuo seniausių laikų iki 1569 metų, Vilnius, 1999, 664 p. ISBN 9986-39-112-1.
- ----, Vilnius, 2002, 116 p. ISBN 9955-445-55-6.
- Lietuvos europėjimo keliais: istorinės studijos, Vilnius, 2002, 384 p. ISBN 9955-445-42-4.
- Lietuvos akto promulgacijos kelias: nuo Vytauto kanceliarijos iki Lietuvos Metrikos, Vilnius, 2006, 80 p. ISBN 9986-19-913-1.

## Onorificenze
| Controllo di autorità | VIAF (EN) 24856205 · ISNI (EN) 0000 0001 1046 7593 · LCCN (EN) n82102240 · GND (DE) 123075963 · BNF (FR) cb146280510 (data) · J9U (EN, HE) 987007457856705171 |